# Hayley Mills

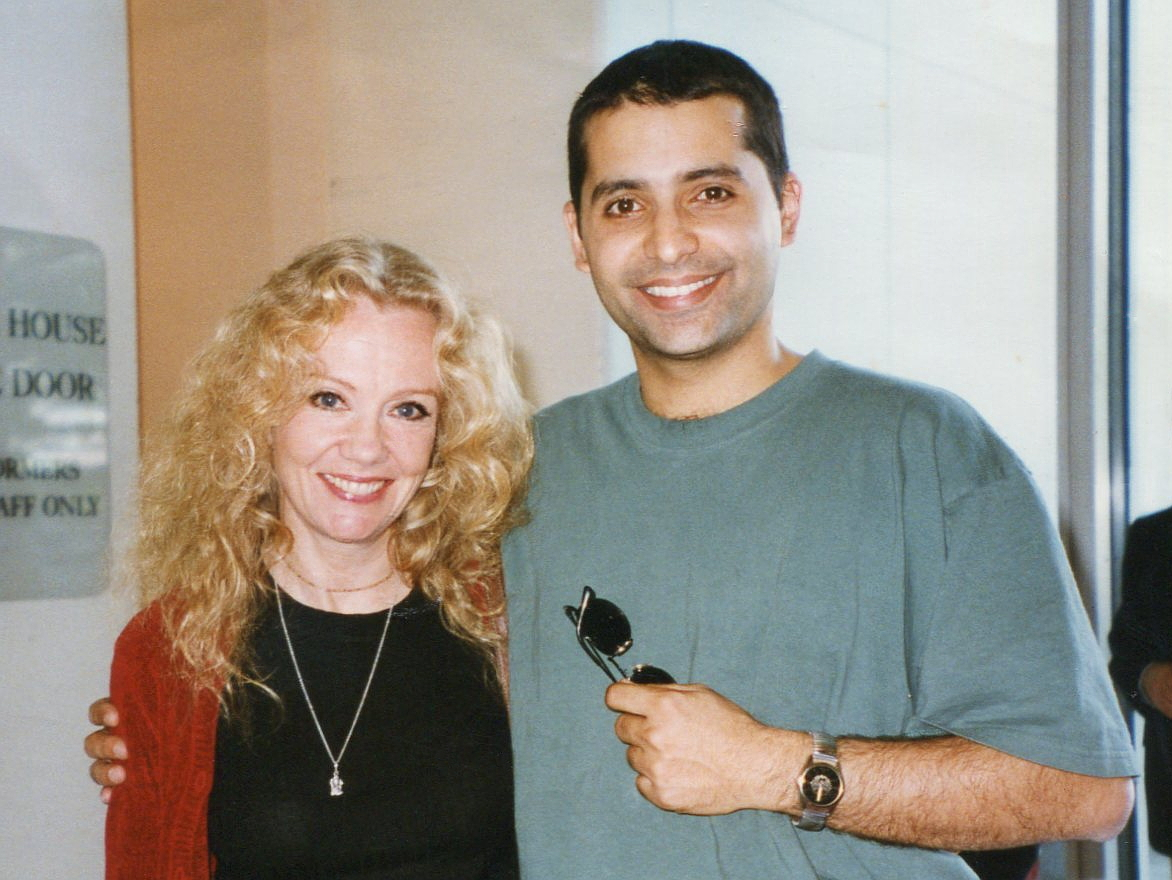
Hayley Mills mit ihrem Ehemann Firdous Bamji (1997)

Hayley Catherine Rose Vivian Mills (* 18. April 1946 in London) ist eine britische Schauspielerin und eine der berühmtesten Kinderdarstellerinnen der frühen 1960er Jahre.

## Herkunft
Hayley Mills ist eine Tochter des Schauspielers Sir John Mills und der Schriftstellerin und ehemaligen Schauspielerin Mary Hayley Bell. Ihre ältere Schwester Juliet ist ebenfalls Schauspielerin, ihr Bruder Jonathan ist Regisseur.

## Leben
Hayley Mills wuchs im Haus ihrer Eltern auf und war sehr aufgeweckt. Als sie ins Internat kam, wurde sie allerdings im Kreise von Gleichaltrigen recht schüchtern. Trost fand sie in den Theaterproduktionen ihrer Schule.
Mit zwölf wurde Mills von Regisseur J. Lee Thompson entdeckt, der für die Hauptrolle in Tiger Bay eigentlich einen Jungen suchte. Die Rolle erhielt aber, nachdem er sie im Hause Mills gesehen hatte, die Tochter eines seiner Darsteller. Der Film brachte Hayley einen Silbernen Bären, Sonderpreis für schauspielerische Leistung, bei der Berlinale 1959 ein. 
Lillian Disney, Ehefrau von Walt Disney, war von Hayleys schauspielerischer Leistung mehr als begeistert, und so erhielt sie einen Fünf-Jahres-Vertrag für Disney-Filme. Der erste davon war der Klassiker Alle lieben Pollyanna, die Geschichte eines jungen Mädchens, das zu seiner Tante zieht. Für diesen Film erhielt Hayley Mills 1960 den letzten Juvenile Award, einen speziellen Oscar für herausragende Kinderdarsteller, der insgesamt nur zwölfmal verliehen wurde, sowie den Golden Globe Award als beste Nachwuchsdarstellerin.
In Die Vermählung ihrer Eltern geben bekannt (The Parent Trap, nach Motiven von Erich Kästners Das doppelte Lottchen) spielte sie die Doppelrolle des Zwillingspärchens, das nach langer Zeit seine Eltern wieder zusammenbringt. Andere Disney-Filme, in denen Hayley mitwirkte, waren u. a. Die Abenteuer des Kapitän Grant (In Search of the Castaways), Summer Magic und Alles für die Katz! (That Darn Cat!). 1998 erhielt Mills vom Konzern die begehrte Auszeichnung Disney-Legende.

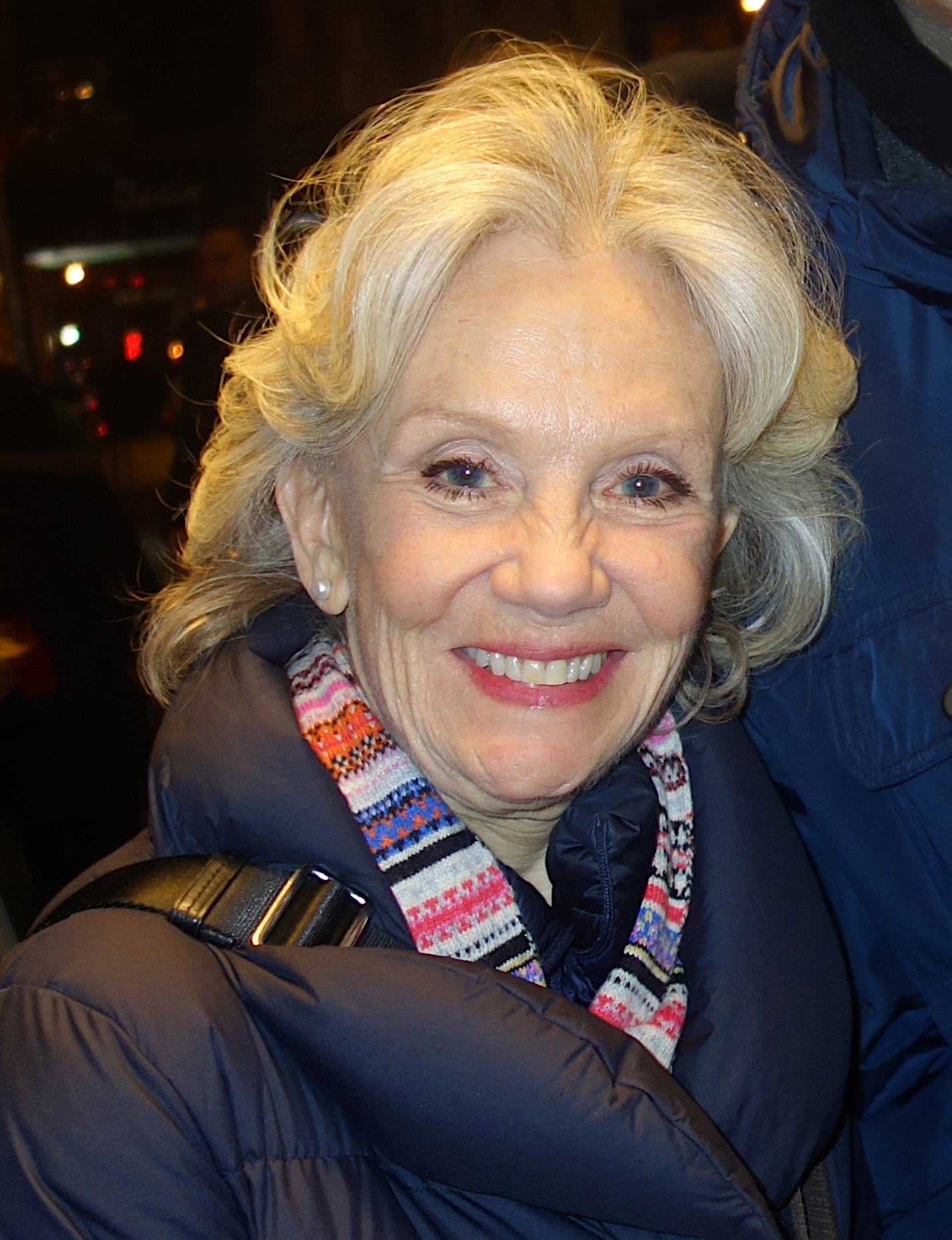
Hayley Mills (2018)

Neben den Disney-Filmen gab es weitere Hauptrollen; hervorzuheben wären dabei …woher der Wind weht (Whistle Down the Wind, 1961, nach einem Roman ihrer Mutter), in dem sie eine 15-Jährige spielt, die einen Mörder für Jesus hält, und Das Haus im Kreidegarten (The Chalk Garden, 1964). Darin spielte sie ein 16-jähriges Mädchen, das in einer Fantasiewelt lebt und versucht, hinter das Geheimnis seiner neuen Hauslehrerin zu kommen. 
1966 machte Mills mit dem Film Honigmond ’67 (The Family Way) Schlagzeilen, zum einen, weil sie in dem Streifen eine Nacktszene hatte, und zum anderen, weil sie eine Affäre mit ihrem Regisseur anfing. Er hieß Roy Boulting und war 33 Jahre älter als sie. Die beiden heirateten 1971, als sie 25 und er 58 Jahre alt war. Am 18. Januar 1973 bekamen die beiden Sohn Crispian; 1977 ließen sie sich scheiden. Crispian Mills wurde später ein bekannter Sänger und Gitarrist (siehe auch Kula Shaker). Hayley Mills’ zweiter Sohn, Jason Lawson, stammt aus der Beziehung mit dem britischen Schauspieler Leigh Lawson in den 1970er Jahren.
Beruflich trat sie ab Mitte der 1970er Jahre viel auf der Bühne auf. Erwähnenswert dabei besonders ihre Darstellung der Anna Leonowens im Musical The King and I, 1991 in Australien und 1997 in den USA. In den 1990er Jahren trat sie neben Peter Duncan in Tony Hatch und Jackie Trents Musical The Card (basierend auf einem Roman von Arnold Bennett) im Londoner Regent’s Park Open Air Theater auf. In Amerika gab sie ihr New Yorker Bühnendebüt in Sir Noël Cowards Suite in Two Keys (2000), in dem sie an der Seite der US-amerikanischen Schauspielerin Judith Ivey spielte.
Außerdem war sie seither eher im Fernsehen als auf der Leinwand zu sehen, so unter anderem in Agatha-Christie-Verfilmungen und als Titelheldin der US-Mini-Fernsehserie Good Morning, Miss Bliss (kurzlebiger Vorgänger von Saved by the Bell), sowie in Nachfolgefilmen ihres 1961er Erfolges Die Vermählung ihrer Eltern geben bekannt für den Disney Channel.

## Filmografie
- 1959: Tiger Bay (Tiger Bay)
- 1960: Alle lieben Pollyanna (Pollyanna)
- 1961: The Spiral Staircase (Fernsehfilm)
- 1961: Die Vermählung ihrer Eltern geben bekannt (The Parent Trap)
- 1961: …woher der Wind weht; alternativ: In den Wind gepfiffen (TV) (Whistle Down the Wind)
- 1962: Die Abenteuer des Kapitän Grant (In Search of the Castaways)
- 1963: Summer Magic
- 1964: The Truth About Spring (Pirates of Spring Cove)
- 1964: Das Haus im Kreidegarten (The Chalk Garden)
- 1964: Der Millionenschatz (The Moon-Spinners)
- 1965: Alles für die Katz (That Darn Cat!)
- 1965: Immer Ärger mit den Engeln (The Trouble with Angels)
- 1966: Sky West and Crooked
- 1966: The Daydreamer (Trickfilm, Synchronstimme)
- 1966: Honigmond ’67 (The Family Way)
- 1967: Gefährliche Abenteuer (Africa – Texas Style!, Cameo-Auftritt)
- 1967: Pretty Polly (A Matter of Innocence)
- 1968: Teufelskreis Y (Twisted Nerve)
- 1970: Take a Girl Like You
- 1971: Mr. Forbush and the Penguins (Cry of the Penguins)
- 1972: Mord nach Maß ((Agatha Christie’s) Endless Night)
- 1974: What Changed Charley Farthing? (The Bananas Boat)
- 1974: Deadly Strangers
- 1974: Only a Scream Away
- 1975: Diamant-Hunter
- 1981: Im Land des Feuerbaums (The Flame Trees of Thika, TV-Miniserie)
- 1984: Grimm’s Fairy Tales and Storybook Series (Fernsehserie)
- 1986: Nikki und Mary – Die Fünf-Minuten-Ehe (The Parent Trap II)
- 1986: Unglaubliche Geschichten (Fernsehserie, Folge 2x06)
- 1987: Good Morning, Miss Bliss (Saved by the Bell: The Junior High Years, Fernsehserie)
- 1988: Rendezvous mit einer Leiche (Appointment with Death)
- 1989: Ein Zwilling kommt selten allein 1990 (Parent Trap III, TV)
- 1989: Flitterwochen auf Hawaii (Parent Trap IV: Hawaiian Honeymoon, TV)
- 1990: Der lange Weg zum Glück (Back Home, TV)
- 1990: After Midnight (TV)
- 1994: Der Zaubertroll (A Troll in Central Park, Animationsfilm, Synchronstimme)
- 2004: 2BPerfectlyHonest
- 2005: Stricken
- 2010: Mandie and the Cherokee Treasure
- 2011: Foster
- 2024: Trap: No Way Out (Trap)